# ميرسيدس بنز إي كلاس (دبليو 212)
مرسيدس-بنز A-Class هي سيارة تنفيذية ثانوية (مدمجة ثانوية عادية في جيليها الأولين) تنتجها شركة تصنيع السيارات الألمانية مرسيدس-بنز. تم تقديم الجيل الأول (W168) في عام 1997م ، وظهر طراز الجيل الثاني (W169) في أواخر عام 2004م ، وتم إطلاق طراز الجيل الثالث (W176) في عام 2012م. وسيؤدي طراز الجيل الرابع (W177) ، الذي تم إطلاقه في عام 2018م ، بمناسبة المرة الأولى التي يتم فيها تقديم الفئة A في الولايات المتحدة وكندا. سيكون هذا الجيل الرابع من الفئة A أيضًا أول ما يتم تقديمه كسيارة هاتشباك (W177) وسيدان (V177).

تم إنتاج الجيل الثاني من W169 في الأصل فقط على شكل هاتشباك بخمسة أبواب في عام 1997م ، وقد قدم هاتشباك بثلاثة أبواب. في الأسواق التي يتم فيها بيع الفئة A أو تم بيعها ، فقد مثلت نموذج مستوى الدخول لمرسيدس بنز. بعد نموه بمقدار 68 سم (27 بوصة) منذ الطراز الأصلي ، كان الجيل الثالث من الفئة A لعام 2012م أطول من الجيل الأول من الفئة B. وعلى الرغم من الإشارة إليها أحيانًا من قبل المعجبين باسم "Baby Benz" ، إلا أن مرسيدس أنفسهم يستخدمون هذا اللقب في الواقع لمرسيدس 190 (W201) ، وهو أول طراز سيارات تنفيذي مدمج.
التاريخ:
في عام 1994م ، أكدت مرسيدس-بنز أنها ستطلق سيارة مدمجة (A 160) بحلول أوائل عام 1997م ، والتي ستكون أول مشروع للشركة في هذا القطاع من السوق ؛ تم التلميح في هذه المرحلة إلى أن السيارة الجديدة ستكون أقصر من متوسط السوبر ميني لكنها فسيحة وعملية من الداخل مثل سيارة عائلية كبيرة.
تم الكشف عن الفئة A لأول مرة لصحافة السيارات في أواخر عام 1996م ، وتم إطلاقها أخيرًا في معرض فرانكفورت للسيارات في خريف عام 1997م ، كانت W168 A-Class غير عادية تمامًا لمرسيدس-بنز التي تتميز بتصميم الدفع بالعجلات الأمامية وغير عادي طويل ولكن الجسم قصير.
كان هذا أول تصميم خارجي كامل صممه ستيف ماتين المتدرب في جامعة كوفنتري ، والذي أطلق عليه لقب "مصمم العام" من مجلة Autocar. في وقت سابق ، عمل ماتين في الغالب على تصميم فئة W210 E في عام 1991م. بالتزامن مع W168 ، قام بتصميم المظهر الخارجي لفئة W220 S. تم تجميد التصميم النهائي في يناير 1995م ، قبل 32 شهرًا من بدء الإنتاج في أغسطس 1997م.
أصبح W168 سيئ السمعة في عام 1997م بعد قلبه أثناء "اختبار الأيل" التقليدي الذي أجرته دار نشر السيارات السويدية Teknikens Värld. وفقًا للتقرير ، انقلبت W168 عند المناورة لتجنب "الأيائل". أنكرت مرسيدس المشكلة في البداية ، لكنها اتخذت الخطوة المفاجئة المتمثلة في استدعاء جميع الوحدات المباعة حتى الآن (2600) و تعليق المبيعات لمدة ثلاثة أشهر حتى تم حل المشكلة عن طريق إضافة التحكم الإلكتروني بالثبات وتعديل التعليق. وأنفقت الشركة 2.5 مليار مارك ألماني على تطوير السيارة ، و 300 مليون مارك ألماني أخرى لإصلاحها.
بين عامي 1997م و 2004م ، تم بيع 1.1 مليون طراز من الجيل الأول من الفئة A.
تم تحديث الفئة A في عام 2001م ، مع تعديلات طفيفة على المصابيح الأمامية وتصميم المصد الأمامي والخلفي وإضافة إصدار جديد بقاعدة عجلات أطول يبلغ 170 ملم (6.7 بوصة). تم إطلاقه في معرض جنيف للسيارات.
المحركات:
يتم تشغيل جميع طرازات الفئة A بمحركات ذات أربع أسطوانات ، مع طرازات بنزين 1.4 لتر و 1.6 لتر عند الإطلاق (سلسلة M 166) ، يليها إصداران لمحرك ديزل سعة 1.7 لتر (سلسلة OM 668). في عام 1999م ، تمت إضافة نموذج بنزين أكبر سعة 1.9 لترًا ، مع 2.1 الإصدار الأخير W168 الذي سيتم إطلاقه في عام 2002م. كما تم إنتاج نسختين من AMG ، 3.2 في عام 2001م و 3.8 في عام 2000م والتي تم تصنيع القليل منها.

## معرض صور

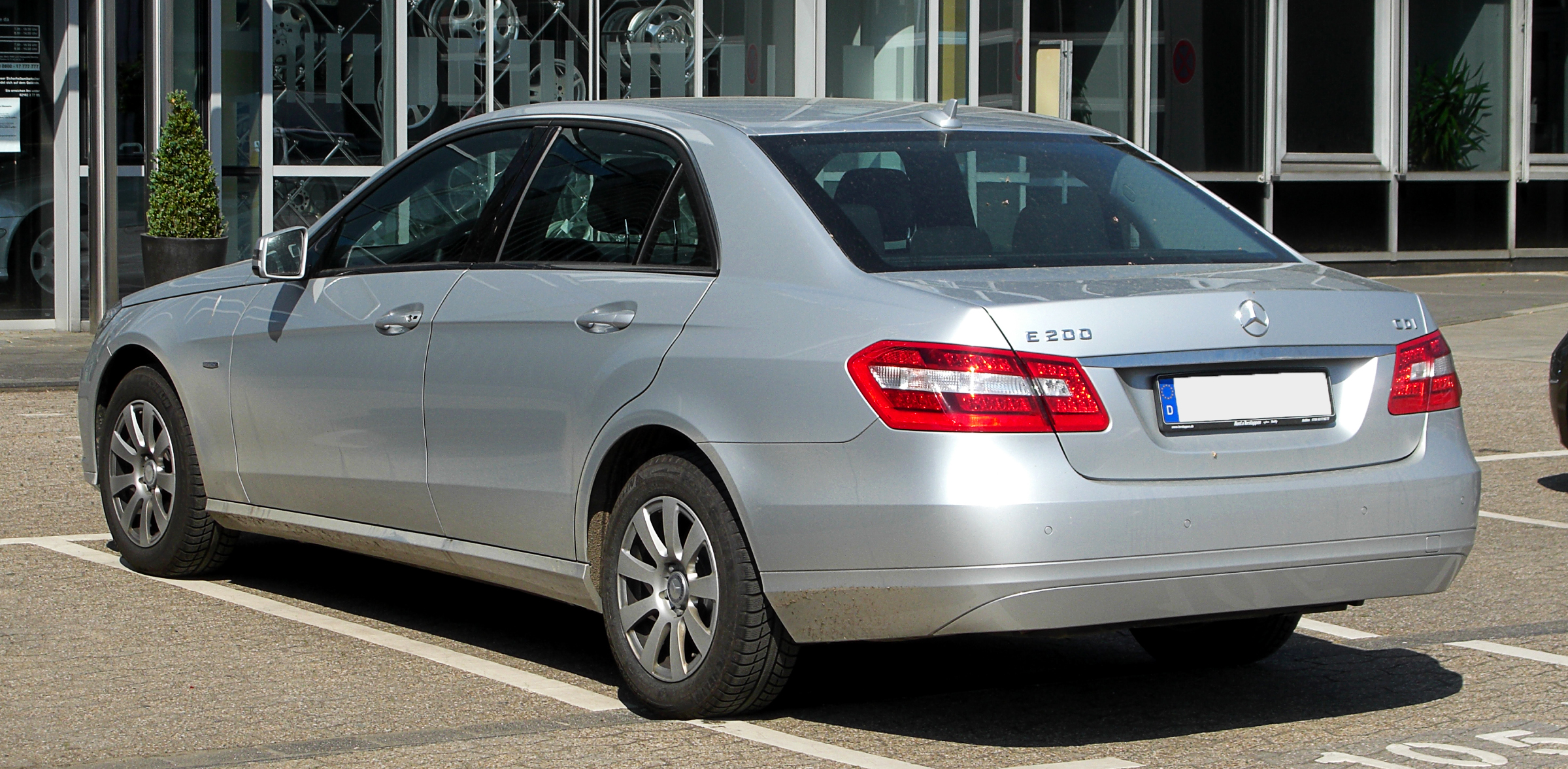
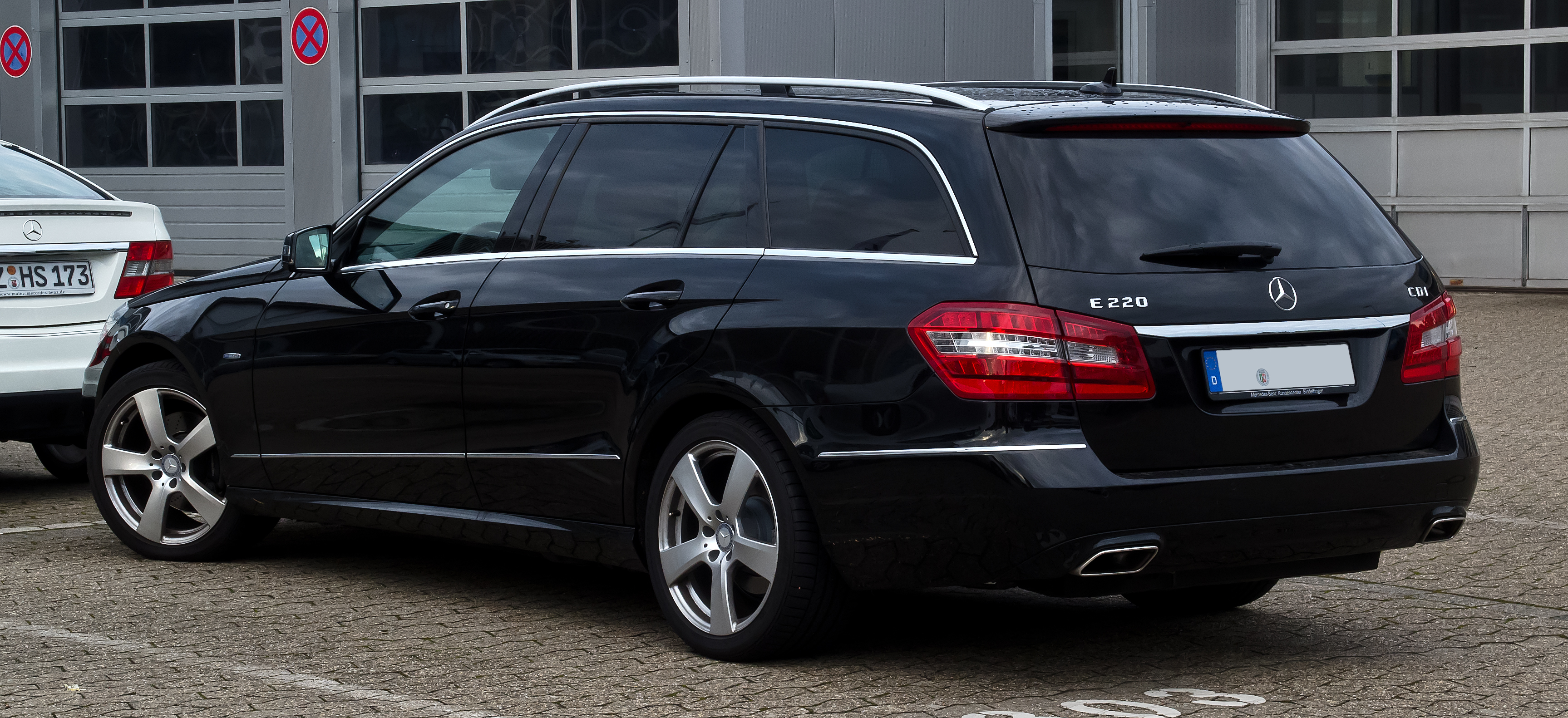
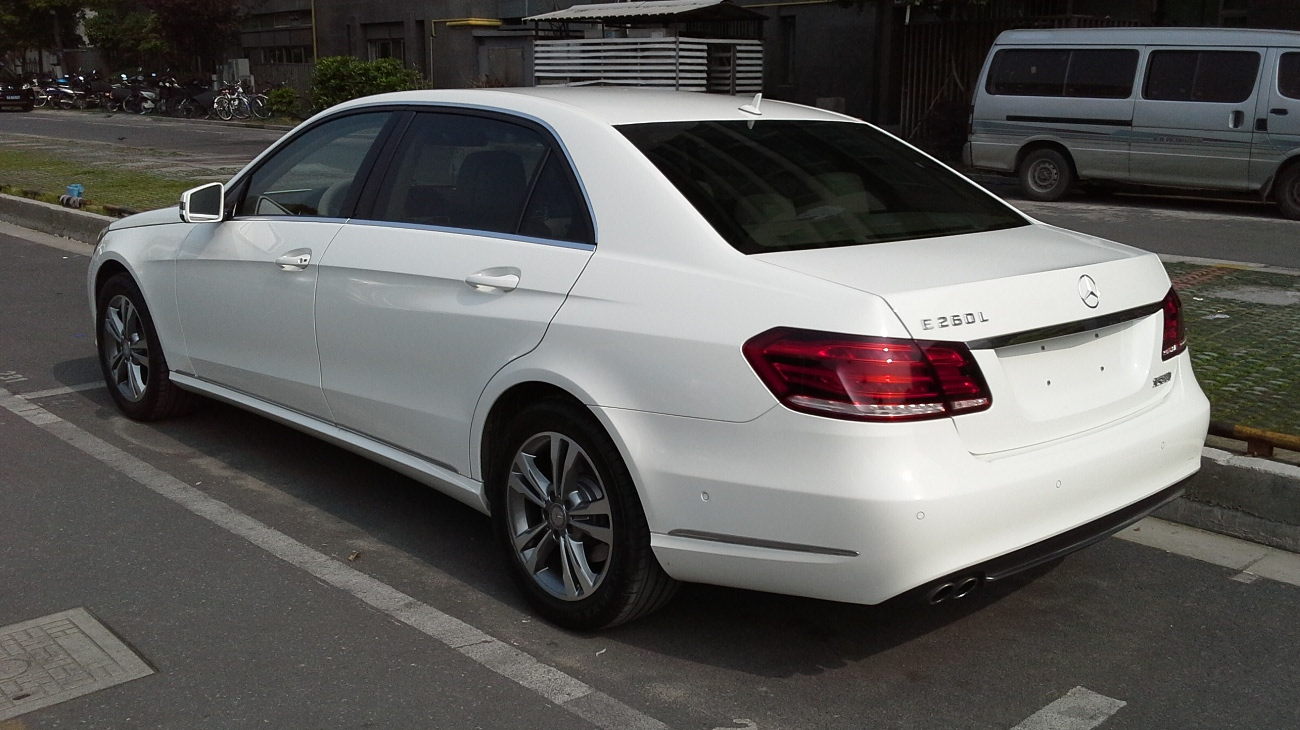

## وصلات خارجية
- الموقع الرسمي